# 萊克斯·盧瑟 (DC擴展宇宙)
小亞歷山大·喬瑟夫·「萊克斯」·盧瑟（英語：Alexander Joseph "Lex" Luthor, Jr），是DC擴展宇宙（DCEU）系列電影中的虛構角色，改編自傑里·西格爾、乔·舒斯特創作的同名角色，由傑西·艾森伯格飾演。
萊克斯·盧瑟首次登場於《蝙蝠俠對超人：正義曙光》（2016年），其後於《正義聯盟》（2017年）以及其2021年導演剪輯版登場。
此版本的萊克斯·盧瑟形象與之前電影中年光頭形象並不一樣，他是一位年輕、有金色頭髮、性格古怪和目標清晰的企業家。

## 角色經歷

### 過去
他出生於1984年的大都會，母親的身份不明，他的父親則是與萊克斯同名同姓的萊克斯企業創始人，企業的名字是以他的父親名字命名，在背後他每天都遭受父親身體和精神上的虐待，在過程中他認為「如果神是全知全能，那祂並非是全善的，如果祂是全善的，那祂並非全知全能的」。
在2000年左右，他的父親不知原因去世，萊克斯繼承了萊克斯集團的事業，成為萊克斯集團的新主人，並將其工業化打造為一家更加電子化和具有未來感的財富500強公司和技術巨頭。

### 超人：鋼鐵英雄
他本人並没有出現在電影裏，但是他的企業圖標出現在電影裏。

### 蝙蝠俠對超人：正義曙光
黑零事件18個月後，萊克斯僱傭俄羅斯黑幫阿納托利·克尼亞澤夫在超人營救露薏絲·蓮恩的同時，栽贓超人大屠殺非洲軍閥士兵的證據，導致超人受到嚴密審查。他也開始尋找因薩德試圖將地球改造成類似氪星的環境而產生的氪石，並向美國參議員瓊·芬奇和其他政府議員提出請求，要求獲得氪石的進口許可證，並獲得黑零事件中留下的氪星偵察船的使用權。當芬奇拒絕他的請求時，盧瑟說服芬奇容易上當的同事巴羅斯參議員允許他進入飛船，從而對芬奇產生了怨恨。在被拒絕頒發許可證後，他秘密走私氪石。
萊克斯在大都會舉辦盛會，邀請記者基勒·簡特報道這場活動，並邀請韋恩企業執行長布斯·韋恩擔任嘉賓。當克拉克採訪布斯對蝙蝠俠的看法時，兩人就超人和蝙蝠俠的行為展開了爭論，隨後萊克斯介入。肯特和韋恩不知道，他一直在操縱兩人互相反對，並秘密向《星球日報》發送有關蝙蝠俠殘酷的私刑正義的報告，以引起肯特的注意。
與此同時，萊克斯也操縱了韋恩的前員工之一華萊士·基夫，後者在黑零事件中雙腿致殘，並認為超人應對此負責，萊克斯截取了韋恩企業的賠償金。基夫跌入谷底後，他破壞了超人雕像並被捕。萊克斯支付了保釋金，並獲得了在即將到來的公開審判中對超人作證的機會以及一輛高科技輪椅。然而，萊克斯將一枚含有鉛的炸彈藏在輪椅中，並在美國國會大廈對超人的審判期間引爆了它，炸死了數百人，其中包括芬奇、巴羅斯、基夫和盧瑟的私人助理梅西·桂爾夫絲。超人因未能偵測到炸彈而心煩意亂，他躲了起來，而布斯·韋恩則觀看了有關炸彈毀滅的新聞報道，並更加決心殺死超人。
晚上，萊克斯來到萊克斯企業，卻發現蝙蝠俠在自家公司竊取了一批氪石。其後，萊克斯先讓安納托利·克亞傑夫綁架瑪莎·肯特，其後綁架露薏絲·蓮恩到直升機停機坪，並推下樓引出超人。當超人救出露易絲並與他對峙時，萊克斯大聲宣揚他對「神」的蔑視。
|  | 我早就明白了！如果神是全能，他就不可能全善。如果他是全善，他就不可能全能。你也不可能。他們需要親眼看到你是個騙子，看到你手上沾滿的血。 |

之後萊克斯拿出瑪莎的照片威脅超人，超人憤怒地問萊克斯自己的養母的位置，但是萊克斯面對超人的發問和即將發射而出的熱視線並沒有慌張反而告訴超人自己不知道瑪莎的位置，如果超人殺死自己，瑪莎就會死，如果超人直接飛走，瑪莎還是會死。除非超人殺死蝙蝠俠，瑪莎就會存活。之後萊克斯前往黑零偵察船啟動了他的「備用計畫」：使用偵察船的創世紀艙、薩德的屍體和他的血液製造出一個氪星畸形。
一小時後，超人在黑零找到了萊克斯，萊克斯對超人的行為表示失望，並知道蝙蝠俠存活的消息。萊克斯神情驚訝同時表示自己不會輸。此時毁滅日甦醒正要攻擊萊克斯時，超人為萊克斯擋下毁滅日的攻擊。
其後超人犧牲了自己，用蝙蝠俠的氪石長矛殺死了毁滅日。萊克斯在偵察船上與荒原狼進行了隱密交流後被捕，然後被剃光頭送往貝爾里夫監獄，因精神錯亂而拒不認罪，無法接受審判。當蝙蝠俠在牢房中與盧瑟對峙並告訴他將被轉移到阿卡漢瘋人院時，萊克斯對自己殺死超人而沾沾自喜，並說服蝙蝠俠在超人不在的情況下招募萊克斯檔案中的超人類來對抗潛在的全球威脅。

### 正義聯盟
萊克斯在片尾場景中短暫出現。超人復活後越獄的他邀請喪鐘登上一艘私人遊艇，討論組成一個「我們自己的聯盟」來應對正義聯盟的成立。

### 薩克·薛達之正義聯盟
在被捕之前，當他在氪星偵察船上看到荒原狼的全息圖時，他正在觀察超人的死亡尖叫的效果。超人復活後，他越獄的故事也在結尾處詳細展現，他在阿卡姆找了一個精神病病人代替他，而他自己則逃脱了，一名獄警在點名時發現了這一鬧劇。他表現出更冷靜和優雅的舉止，他將此歸功於阿卡漢「非常需要的治療」。盧瑟和喪鐘在遊艇上的場景以盧瑟向喪鐘透露蝙蝠俠的秘密身份而結束。

### 其他出埸

#### 廣告
傑西·艾森伯格在第50屆超級盃比賽期間播出的土耳其航空廣告中扮演萊克斯·盧瑟，宣傳《蝙蝠俠大戰超人：正義曙光》相關的大都會航班。傑西·艾森伯格在廣告中飾演的萊克斯·盧瑟一角受到了稱讚，CinemaBlend的德克·利比指出，“他飾演的這位熱情好客的億萬富翁商人與布斯·韋恩很相配。這與我們在電影片段中看到的有點卡通化的反派形象相去甚遠。”

#### 劇仿
傑西·艾森伯格與亨利卡維爾和班艾佛列克在《蝙蝠俠對超人：正義曙光》的「刪減片段」中重演了他們的角色，艾佛列克的老朋友吉米坎摩爾也在該片段中出演，並在《吉米坎摩爾秀》中亮相。其中，吉米·坎摩爾飾演的角色在萊克斯的慶典上成功推斷出基勒·簡特和布斯·韋恩的超級英雄身份，這讓兩位超級英雄感到非常懊惱，甚至讓萊克斯也感到非常驚訝。

## 角色發展
2014年1月31日，華納兄弟宣佈傑西·艾森伯格在電影《蝙蝠俠對超人：正義曙光》飾演萊克斯·盧瑟一角。
電影上映後，傑西·艾森伯格在電影的表現獲到了褒貶不一的評價。
在2024年12月，傑西·艾森伯格回顧自己在《蝙蝠俠對超人：正義曙光》飾演萊克斯·盧瑟一角表示：「雖然承認這一點有點令人尷尬，但我真的認為這確實嚴重損害了我的職業生涯」。

## 獎項
| 年份 | 電影                       | 獎項     | 類別       | 結果 | 來源 |
| ---- | -------------------------- | -------- | ---------- | ---- | ---- |
| 2016 | 《蝙蝠俠對超人：正義曙光》 | 金酸莓獎 | 最差男配角 | 獲獎 |      |